# 308 a. C.
El año 308 a. C. fue un año del calendario romano prejuliano. En el Imperio romano se conocía como el Año del Consulado de Mus y Ruliano (o menos frecuentemente, año 446 Ab urbe condita).

## Acontecimientos

### Grecia
- Ptolomeo cruza desde Asia Menor a Grecia, donde toma posesión de Corinto, Sición y Megara.

### República romana
- Se produce una escalda en la segunda guerra samnita cuando las tribus de los Apeninos centrales, los umbrios, picentinos y marsos se unen a la guerra contra Roma. Sin embargo, Roma es capaz de controlar el alzamiento.
- Los etruscos buscan la paz con Roma, que se la otorga con unos términos bastante severos.

## Nacimientos
- Ptolomeo II

## Fallecimientos
- Apeles, pintor griego de la época de Alejandro Magno
- Cleopatra de Macedonia, hermana de Alejandro Magno e hija del rey Filipo II de Macedonia y Olimpia (n. alrededor del año 356 a. C.)

- Datos: Q80178